# Arme Remington
Compania de arme Remington (Remington Arms Company, Inc) a fost fondată în 1816 d.C. de către Eliphalet Remington în Ilion, New York, sub denumirea E. Remington și Sons. Este cea mai veche companie din Statele Unite, care încă mai fabrică produsul său inițial, și este cel mai vechi producător care operează continuu în America de Nord. 
De asemenea, Remington este singura companie din SUA care produce, pentru uz civil, atât arme de foc cât și muniție, fiind cel mai mare producător american de puști și carabine.
După ce timp de 12 ani nu a mai produs niciun model nou de pistol, Remington a anunțat Modelul 1911 R1 în luna aprilie 2010, care a devenit disponibil prin intermediul vânzătorilor independenți selectați începând cu iunie 2010. Precedentul pistol produs de Remington Arms, Model XP-100R, fusese retras din producție în 1998.
Produsele companiei Remington sunt distribuite în peste 60 de țări din întreaga lume.
Remington produce, de asemenea, cele mai multe tipuri de muniție dintre toți producătorii de armament din lume.

## Modele Remington

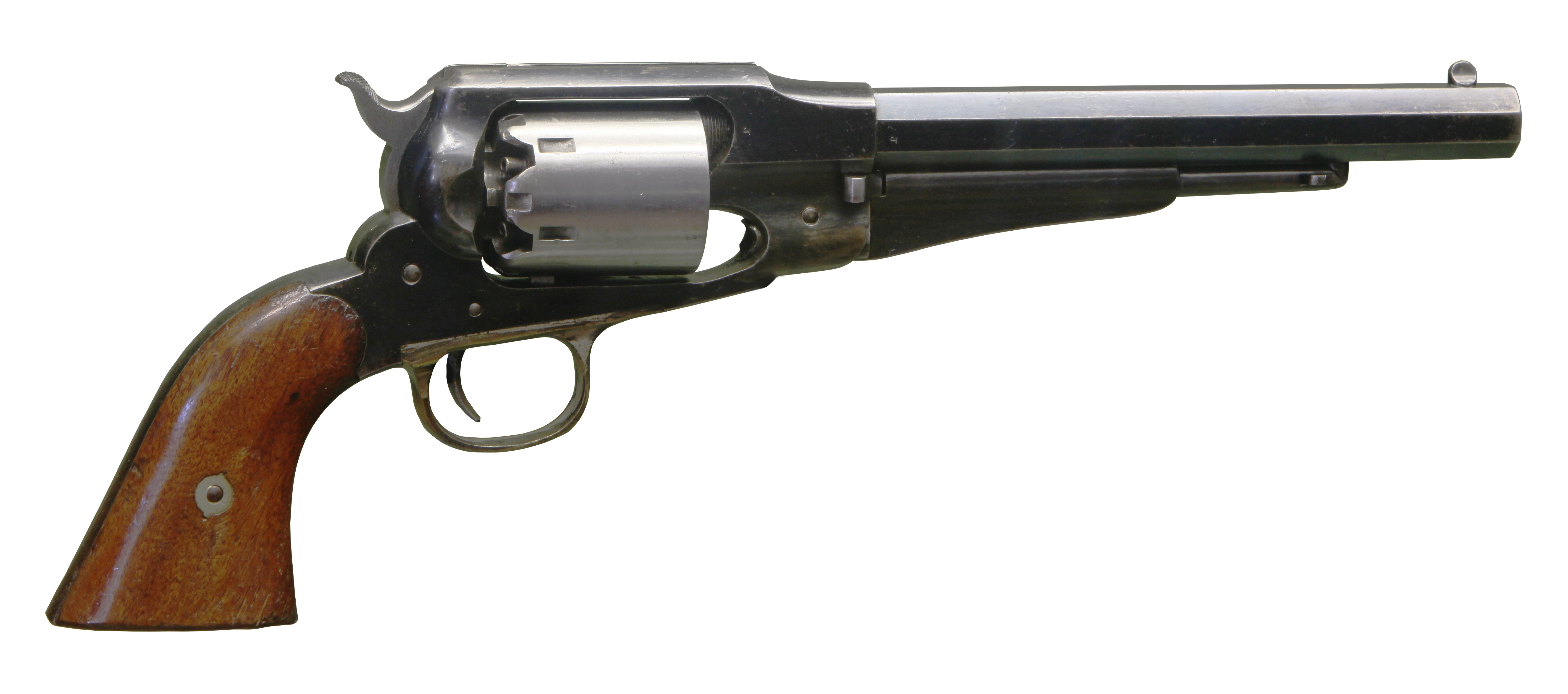
Cel mai celebru revolver produs de Remington: Model 1858

După o listă a paginii de internet a celor de la Remington .

### Actuale

#### Carabine
- Cu închizător cilindric bolt-action:

- Model 700
- Remington Model 770
- Model 673
- Model 798
- Model 799
- Model 504
- Model 5
- Model 7
- Model 710
- XR-100
- Model 513T
- Model 40-XS
- Model 40-XB KS
- Model 40-XB Rangemaster
- Model 40-XB Rangemaster Thumbhole
- Model 40-XB
- Model 40-XBBR KS
- Model 40-XRBR KS
- Model 40-XC KS

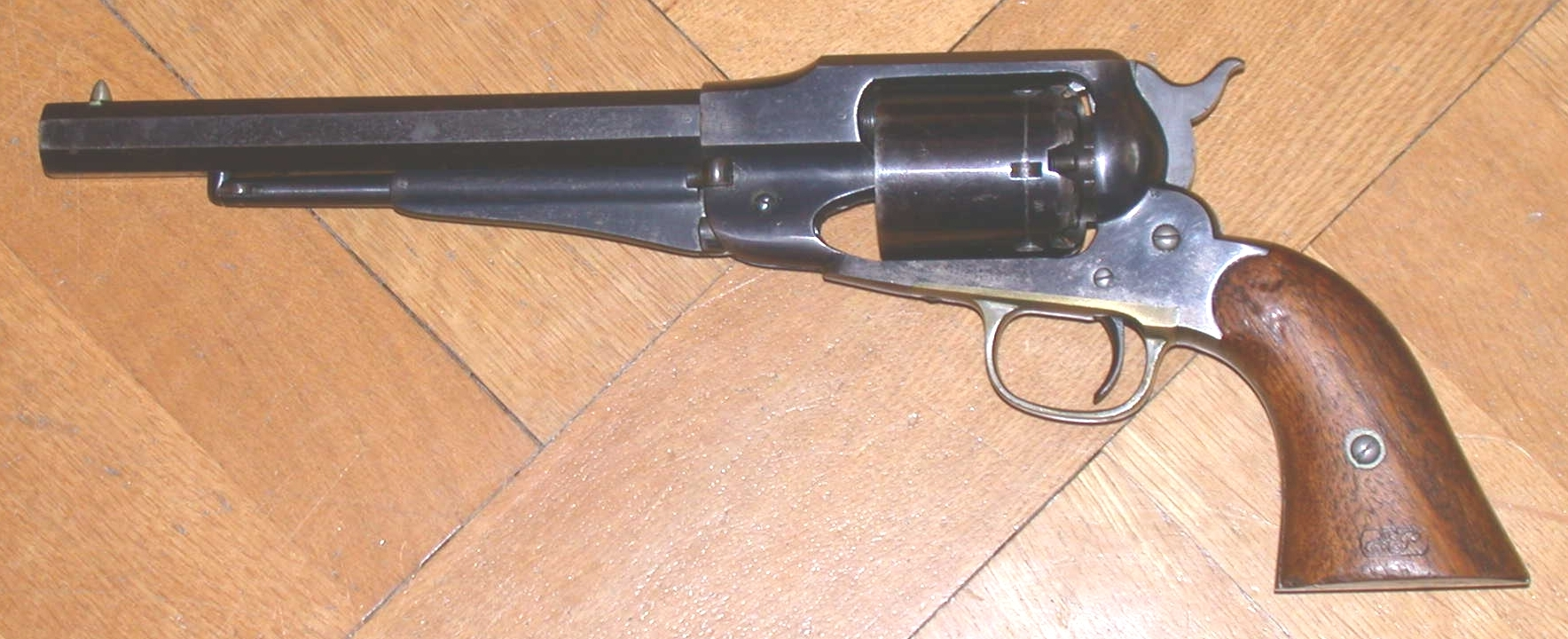
Modelul cel nou de revolver pentru armată de la Remington, făcut 1863–1875

- Carabină cu lunetă modulară Remington

- Carabine cu sistem pump-action:

- Model 7600
- Model 7615
- Model 760
- Model Six
- Model 572 Fieldmaster

- Arme semi-automate:

- Model 552
- Model 597
- Model 7400
- Model 750
- Model 742
- Model 740
- Model Four
- Model 8/81
- Model R-15
- Model R-25
- Bushmaster ACR Pușcă de luptă adaptivă (numai versiune militară)

- Carabină cu sistem break action:

- SPR 22
- SPR 18

#### Puști
- Versa Max
- Model 11-87

model 105 cti
Pușcă cu sistem pump-action:
- Model 870
- Remington 887 Nitro Mag

- Puști semi-automate:

- Model 50
- Model 1100
- Model 11-48
- Model 11-87
- Model SP-10
- SPR 453
- Model 105CtI

- Puști cu sistem break-action:

- Remington Premier
- Model 332
- SPR 100
- SPR 210
- SPR 220
- SPR 310

#### Pistoale
- Remington 1911 R1

### Modele scoase din producție

#### Carabine
- Fieldmaster 121
- Targetmaster 510
- Scoremaster 511
- Sportmaster 512
- Matchmaster 513
- JuniorTarget 521TL
- Remington Model 541
- Remington 550-1
- Remington 552
- Remington 591
- Remington 592
- 241
- Model 4
- Model 6
- Model 8
- Model 14
- Model 30
- Remington Model 41 TargetMaster 1936-1939
- Model 600
- Model 660
- Model 700
- Model 710
- Model 721
- Model 722
- Model 725
- Remington Model 760 Gamemaster
- M1903 Springfield rifle
- Model 788
- Nylon 66
- Nylon 76
- Nylon 77
- Nylon 10
- Nylon 11
- Nylon 12
- Mowhawk 10C
- Remington-Keene rifle
- Model 1891 rusesc Mosin Nagant
- Mle1907-15 franțuzesc Berthier rifle

#### Puști
- Puști cu sistem pump action:

- Model 10

- Puști semi-automate:

- Model 11

#### pistoale
- Remington Model 95 Derringer
- Remington 51
- Remington XP-100

#### Revolvere
- Remington Model 1858

## Fabrici
Remington are mai multe facilități de producție.
Sediul corporației se află în Madison, Carolina de Nord.
Remington deține două fabrici de arme de foc. Cea mai mare este cea din Ilion, New York, pe locul primei fabrici Remington. Cea mai nouă fabrică a companiei a fost deschisă de curând în Mayfield, Kentucky.
O fabrică de muniție și componentese află în Lonoke, Arkansas.
Fabrica de arme pe comandă este amplasată în tot pe platforma uzinei din Ilion, New York.
Centeru tehnic și de cercetare Remington se află în Elizabethtown, Kentucky.
Compania Remington deține doua fabrici de ținte una în Findlay, Ohio, iar cealaltă în Ada, Oklahoma.

## Remington în simbolistica națională
Armele Remington sunt încorporate în steagul Guatemalei și stema națională a Guatemalei.